# Långhällan
Långhällan är en ö i Finland. Den ligger i Norra kvarken och i kommunen Nykarleby i den ekonomiska regionen  Jakobstadsregionen i landskapet Österbotten, i den västra delen av landet. Ön ligger omkring 46 kilometer nordöst om Vasa och omkring 390 kilometer norr om Helsingfors.
Öns area är 3 hektar och dess största längd är 380 meter i öst-västlig riktning.